# Fuoco pallido
Fuoco pallido (titolo originale Pale Fire) è un romanzo di Vladimir Nabokov, pubblicato per la prima volta in lingua inglese nel 1962 da Putnam's Sons. È tradotto in italiano da Bruno Oddera (1965) e da Franca Pece e Anna Raffetto (2002).
Il romanzo si presenta come un poema di 999 righe intitolato "Fuoco pallido", scritto dal poeta immaginario John Shade, con una prefazione, un lungo commento e un indice scritti dal vicino e collega accademico di Shade, Charles Kinbote. L'insieme di questi elementi forma una narrazione in cui entrambi gli autori fittizi sono personaggi centrali. Nabokov scrisse Fuoco pallido nel 1960-61, dopo che il successo di Lolita lo aveva reso finanziariamente indipendente, permettendogli di ritirarsi dall'insegnamento e di tornare in Europa. Il romanzo fu iniziato a Nizza e completato a Montreux, in Svizzera.
Fuoco pallido ha dato origine a un'ampia varietà di interpretazioni e a un gran numero di saggi di critica, che lo studioso letterario finlandese Pekka Tammi ha calcolato in oltre 80 studi nel 1995. L'esperto critico letterario dell'opera di Nabokov Brian Boyd l'ha definito "il romanzo più perfetto di Nabokov", e il critico Harold Bloom l'ha definito "la più sicura dimostrazione del suo genio ... quel notevole tour de force". Il titolo è tratto dal Timone d'Atene di William Shakespeare. 

## Edizioni italiane
- Fuoco pallido, trad. di Bruno Oddera, Mondadori ("Quaderni della Medusa" n. 64), 1965
  - stessa trad. ivi (coll. "Oscar" n. 97), 1977
  - stessa trad., Parma: Guanda, 1983 ISBN 887746271X
  - stessa trad., Milano: Longanesi (coll. "La gaja scienza" n. 70), 1985 ISBN 8830405353
- Fuoco pallido, trad. di Franca Pece e Anna Raffetto, a cura di Anna Raffetto, Milano: Adelphi (coll. "Biblioteca Adelphi" n. 436), 2002 ISBN 9788845917325